# گره آغازین
گره آغازین (یا گره اولیه) (به انگلیسی: Primitive node) یا سازمان‌دهندهٔ گاسترولاسیون در بیشتر جنین‌های آمنیوتی است. در پرندگان به عنوان گره هنسن و در دوزیستان به عنوان سازمان‌دهنده Spemann-Mangold شناخته می‌شود. این گره توسط مرکز Nieuwkoop در دوزیستان، یا توسط منطقه حاشیه پشتی در آمنیوت‌ها از جمله پرندگان ایجاد می‌شود.

## گوناگونی
- در پرندگان سازمان‌دهنده به عنوان گره هنسن شناخته می‌شود که به نام کاشف آن ویکتور هنسن نام‌گذاری شده‌است.
- در دیگر آمنیوت‌ها به عنوان گره آغازین شناخته می‌شود.
- در دوزیستان، به عنوان سازمان‌دهنده Spemann-Mangold شناخته می‌شود که به نام هانس اسپمن و هیلده مانگولد، که نخستین بار سازمان‌دهنده را در سال ۱۹۲۴ شناسایی کردند، نام‌گذاری شده‌است[۱])
- در ماهی به عنوان سپر رویانی شناخته می‌شود.[۲]